# Kanton Sévérac-le-Château
Der Kanton Sévérac-le-Château war bis 2015 ein französischer Wahlkreis im Département Aveyron und in der Region Midi-Pyrénées. Er umfasste fünf Gemeinden im Arrondissement Millau; sein Hauptort (frz.: chef-lieu) war Sévérac-le-Château. Die landesweiten Änderungen in der Zusammensetzung der Kantone brachten im März 2015 seine Auflösung.
Der Kanton Sévérac-le-Château war 208,72 km2 groß und hatte 4063 Einwohner (Stand: 2012).

## Gemeinden
| Gemeinde               | Einwohner (Stand: 2022) | Postleitzahl | INSEE-Code |
| ---------------------- | ----------------------- | ------------ | ---------- |
| Buzeins                | 187                     | 12150        | 12040      |
| Lapanouse              | 769                     | 12150        | 12123      |
| Lavernhe               | 231                     | 12150        | 12126      |
| Recoules-Prévinquières | 231                     | 12150        | 12196      |
| Sévérac-le-Château     | 4044                    | 12150        | 12270      |